# Dub Bartek
Dub Bartek je exemplář dubu letního, který roste v lese nedaleko Bartkówa u vesnice Kaniów ve gmině Zagnańsk v okrese Kielce v polském Svatokřížském vojvodství. 
Patří k polským národním symbolům. Jeho stáří bylo dle ústní tradice odhadováno na více než tisíc let, měření[kdy?] pomocí Presslerova nebozezu je stanovilo na 686 let. Podle pověsti se u dubu zastavil Jan III. Sobieski při návratu z bitvy u Vídně a jako poděkování za vítězství zanechal v jeho dutině šavli, pušku a láhev vína. V soutěži, kterou vyhlásil roku 1934 Władysław Szafer, byl Bartek zvolen nejkrásnějším stromem v Polsku. V roce 1954 byl dub vyhlášen přírodní památkou.  
Strom je vysoký 28,5 metru. Obvod jeho kmene je 13,5 m u paty stromu a 9,5 m ve výši lidské hrudi, koruna zaujímá plochu 720 m². V roce 1829 bylo uvedeno, že strom má čtrnáct hlavních větví, zachovalo se jich pouze osm. Strom utrpěl požárem v roce 1905 i úderem blesku v roce 1991. Kmen je uvnitř silně vyhnilý a hrozí jeho rozlomení, byla proto vyhlášena veřejná sbírka na záchranu stromu.